# Ermengol IV.
Ermengol IV. (katalonski: Ermengol IV d'Urgell; španjolski: Ermengol IV de Urgel; također Armengol ili Hermenegildo; o. 1050. – Gerb, 15. ili 28. travnja 1092.) bio je španjolski plemić te grof Urgella u srednjem vijeku.

## Biografija
Bio je sin grofa Ermengola III. kojeg je naslijedio 1065. godine. Majka mu je bila grofica Adelajda od Besalúa, koja je vrlo vjerojatno bila prva supruga grofa Ermengola III., a sestra (ili polusestra) kraljica Izabela od Aragonije.
Ermengol je naslijedio oca dok je bio tek dijete te je regentica Urgella najvjerojatnije bila infanta Sanča Aragonska, koja je bila treća supruga njegova oca. Tijekom regentstva Sanče neki su plemići opljačkali grofoviju te je tek 1075. Ermengol doista zavladao njome. Godine 1076. Ermengol je počeo sudjelovati u rekonkvisti. Dao je sagraditi dvorac u Gerbu te je bio poklonik gregorijanske reforme.
Ermengolova je prva supruga bila Lucija (? – prije 1079.), koju je oženio prije 19. lipnja 1063. godine. Oko 1079. godine oženio se gospom Adelajdom Provansalskom, groficom Forcalquiera (? – 1129.). Sin Ermengola IV. je bio grof Ermengol V. od Urgella. Ermengol i Adelajda također su bili roditelji Adelajde i Vilima III. od Forcalquiera.

## Vanjske poveznice
- Ermengol i njegova obitelj